# Hannes Schmid (Fotograf)
Hannes Schmid (* 13. Oktober 1946 in Zürich) ist ein Schweizer Fotokünstler, der lange als Werbe- und Modefotograf gearbeitet hat. Angefangen hat Schmid seine Karriere mit Reisereportagen, bekannt wurde er aber als Fotograf der Cowboy-Fotos für Marlboro-Werbekampagnen, die sich inzwischen auch in den Sammlungen grosser Kunstmuseen finden.
Nach einer Auszeit in Kambodscha gründete er dort 2014 das Hilfswerk Smiling Gecko. Um 2023 lebte Schmid die Hälfte des Jahres in Kambodscha.

## Leben
Hannes Schmid wuchs im Toggenburg auf, wo die Familie eine Bäckerei betrieb. Er erkrankte als Kind an Tuberkulose. Schmid lernte Elektriker und wanderte nach Südafrika aus, wo er mit dem Fotografieren begann.
Schmid tourte mit seiner in Südafrika gekauften Leica M1, welche ihm nach eigener Aussage so manche Türe geöffnet habe, durch Kenia, Tansania, Marokko oder Ägypten. 1972 reiste Schmid in den Dschungel von Papua. Dort sei er um ein Haar einem rituellen Kannibalismus der Dani zum Opfer gefallen. Der Legende nach öffnete dieses Erlebnis die Tür zur Band Status Quo, deren Manager befand, wer bei Kannibalen gewesen sei, halte auch die Jungs der Band aus.
Zwischen 1978 und 1984 begleitete Schmid über 250 Rockbands und deren Stars. Manchen Rockstars brachte er im Toggenburg das Skifahren bei. Über 70'000 Fotos entstanden so. Die grossformatigen Fotografien wurden in diversen Ausstellungen gezeigt, 2009 erschien dazu eine repräsentative Publikation in der Edition Patrick Frey in Zürich.
Zwischen 1978 und 1979 begleitete und fotografierte er die schwedische Band ABBA und dokumentierte ihr Leben auch abseits der Bühne.
Bei den kommerziellen Aufträgen hätten sich laut Tagblatt seine Inszenierungen des rauchenden Marlboro-Cowboys "Ins kollektive Gedächtnis der westlichen Konsumgesellschaft eingebrannt", daneben realisierte Hannes Schmid auch immer wieder freie künstlerische Projekte, wie Maha Kumbh Mela/Human Currents, For Gods Only, Thaipusam etc.
Mit 52 Jahren heiratete Schmid und mit 55 wurde er erstmals Vater. 2001 realisierte er eine Fotoserie für eine Kampagne der Pro Infirmis, bei welchen sich erstmals Behinderte selbstbewusst und stolz darstellten.
Zu Beginn der 2010er-Jahre griff Schmid auf seine Cowboy-Fotografien zurück und benutzte sie als Vorlagen für fotorealistische Gemälde, die er auf die Leinwand brachte. Zu diesem Vorgehen entschloss er sich, nachdem er an der Biennale von Venedig 2003 in einer Ausstellung einige seiner »Marlboro«-Bilder (die Verwertungsrechte hat er der Werbeagentur übertragen, das eigentliche Urheberrecht behielt er jedoch) gesehen hat. Sie wurden vom US-amerikanischen Künstler Richard Prince, der sie abfotografierte, als seine eigenen Werke ohne Genehmigung autorisiert. Anstatt wegen dieser leicht reproduzierbaren Fotos ein aufreibendes Rechtsverfahren in den USA auf sich zu nehmen, sah er als einen originelleren und sinnvolleren Weg, diese als Ölbilder auf Leinwand minuziös mit nur kleinen Verfremdungen (z. B. Auslassen der Zigarette) nachzumalen. Damit erschuf er unverwechselbare Originale.
Im Jahr 2012 begegnete er in Thailand einem bettelnden Mädchen aus Kambodscha, deren Gesicht mutwillig für das Betteln entstellt worden war. Schmid begab sich nach Kambodscha, wo er während eines Jahres Menschen, welche auf einer Müllkippe lebten, half. «Ich stieg aus, liess das Leben in der Schweiz hinter mir» wurde er zitiert, habe aber nach einem Jahr und mehreren durchgemachten Krankheiten ein Fazit ziehen müssen. Er gründete daraufhin mit einem einheimischen Anwalt ein Projekt, das auf einem zugekauften Gelände von 9 Hektaren Menschen aus dem Slums Arbeit verschaffen sollte.

### Kambodscha-Hilfswerk Smiling Gecko
Schmid ist Gründer und aktuell Vorstandsmitglied der als Start-Ups organisierten Hilfsorganisation Smiling Gecko, welche in Kambodscha 60 Kilometer ausserhalb der Hauptstadt Phnom Penh auf einem Campus ein Modellprogramm speziell im Bildungsbereich realisiert. Aus den anfänglich 9 Hektaren grossen Betrieb wurde bis 2023 ein Areal von 150 Hektaren für Fischzucht und Landwirtschaft, für deren Bewirtschaftung Schmid die Informationen von Fachleuten aus der Schweiz nutzte. Zum Campus mit 350 lokalen Angestellten gehören Handwerksbetriebe wie eine Schreinerei, eine Metzgerei, eine Bäckerei und eine Grossküche, zusätzlich steht am Rande des Campus seit 2015 in einem tropischen Garten das Farmhouse Resort mit gehobenen Ansprüchen, mit welchem die Schule quer finanziert wird.
2018 erhielt Hannes Schmid im Zusammenhang mit Smiling Gecko einen Lifetime Award des Schweizerischen Beobachters.

## Ausstellungen (Auswahl)
- 2014 Today Art Museum, Peking, China: MOMENTOUS[15];
- 2013 Kunstmuseum Bern: Hannes Schmid - Real Stories
- 2011 Galerie Edwynn Houk, Zürich: Hannes Schmid – Myth of the West[16]; Bank Julius Bär, Zürich: Hannes Schmid – Work in Progress
- 2010 Fotostiftung Schweiz, Winterthur: Hannes Schmid – Never Look Back[17]; Bank Julius Bär, Zürich: For Gods Only
- 2009 Galerie Nicola von Senger, Zürich: Hannes Schmid – Rockstars[18]
- 2008 Mitchell Algus Gallery, New York: Men and Machismo; Cultural Centre, Zermatt: Star Portraits: Divas + Heroes; Petit Palais, Montreux: Star Portraits: Divas + Heroes

## Auszeichnungen
- Delphic Art Movie Award 2011. Special Prize «Protection of Intangible Heritage» für den Kurzfilm For Gods Only
- Looking Back: The White Columns Annual 2008, selected by Jay Sanders
- Life Magazine: Best Fashion Picture of the Year 1992
- Fashion photography for magazines and fashion designer labels; Best Fashion Photographer 1988

## Sammlungen
- Fachstelle Kultur des Kantons Zürich
- Fotostiftung Schweiz, Winterthur
- Julius Bär Art Collection, Schweiz
- Sammlung Museum Folkwang, Essen